# 木防已湯
木防已湯（もくぼういとう）は、漢方薬の一つ。出典は、『金匱要略』。
体力の低下した人で、胸が詰まって苦しく、息切れ、咳嗽があるものに用いられる。ジギタリスに似た強心作用がある。

## 構成生薬
- 防已 - オオツヅラフジの茎や根茎
- 石膏 - セッコウの鉱石
- 桂皮
- 人参 - オタネニンジンの根

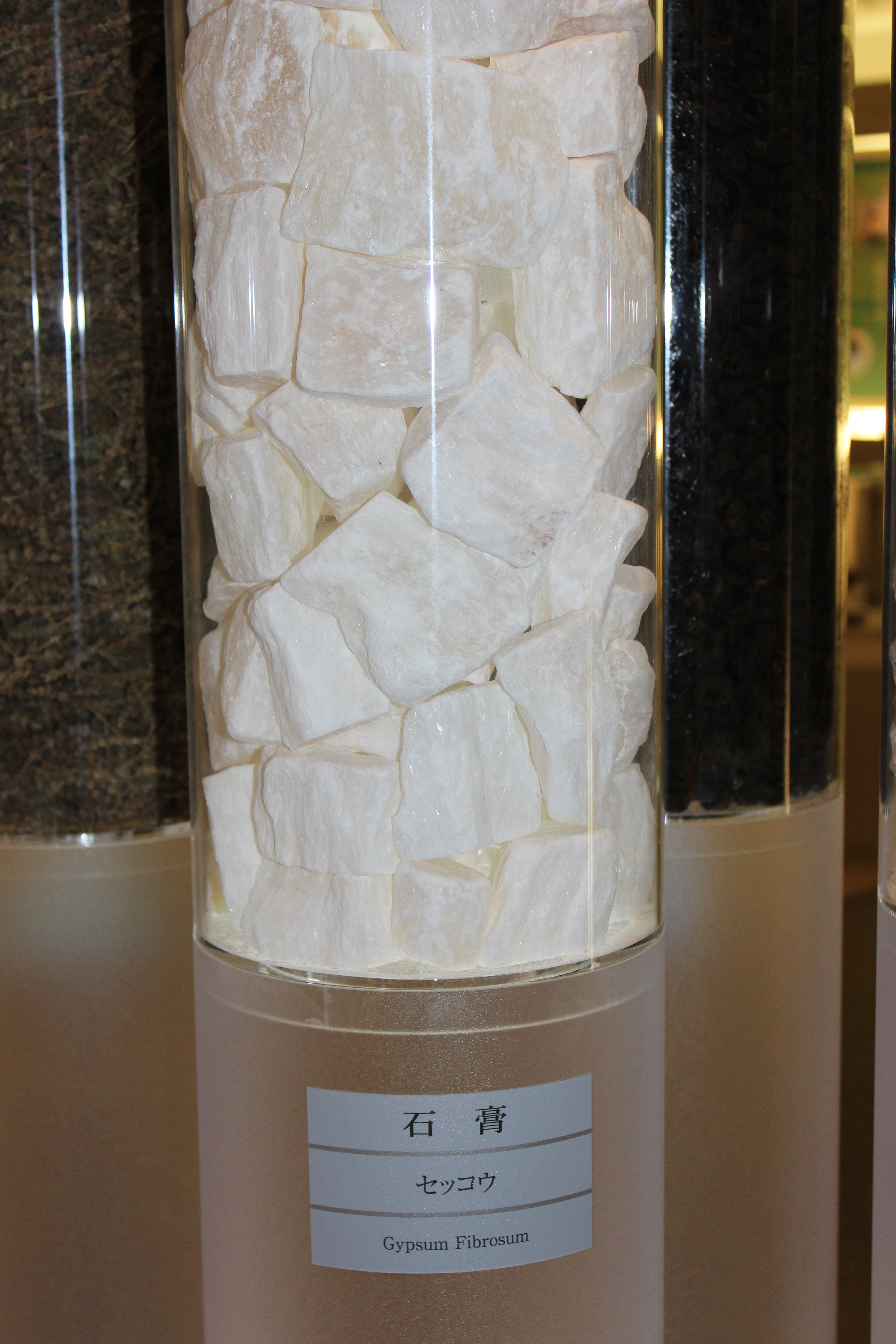
石膏（セッコウ）
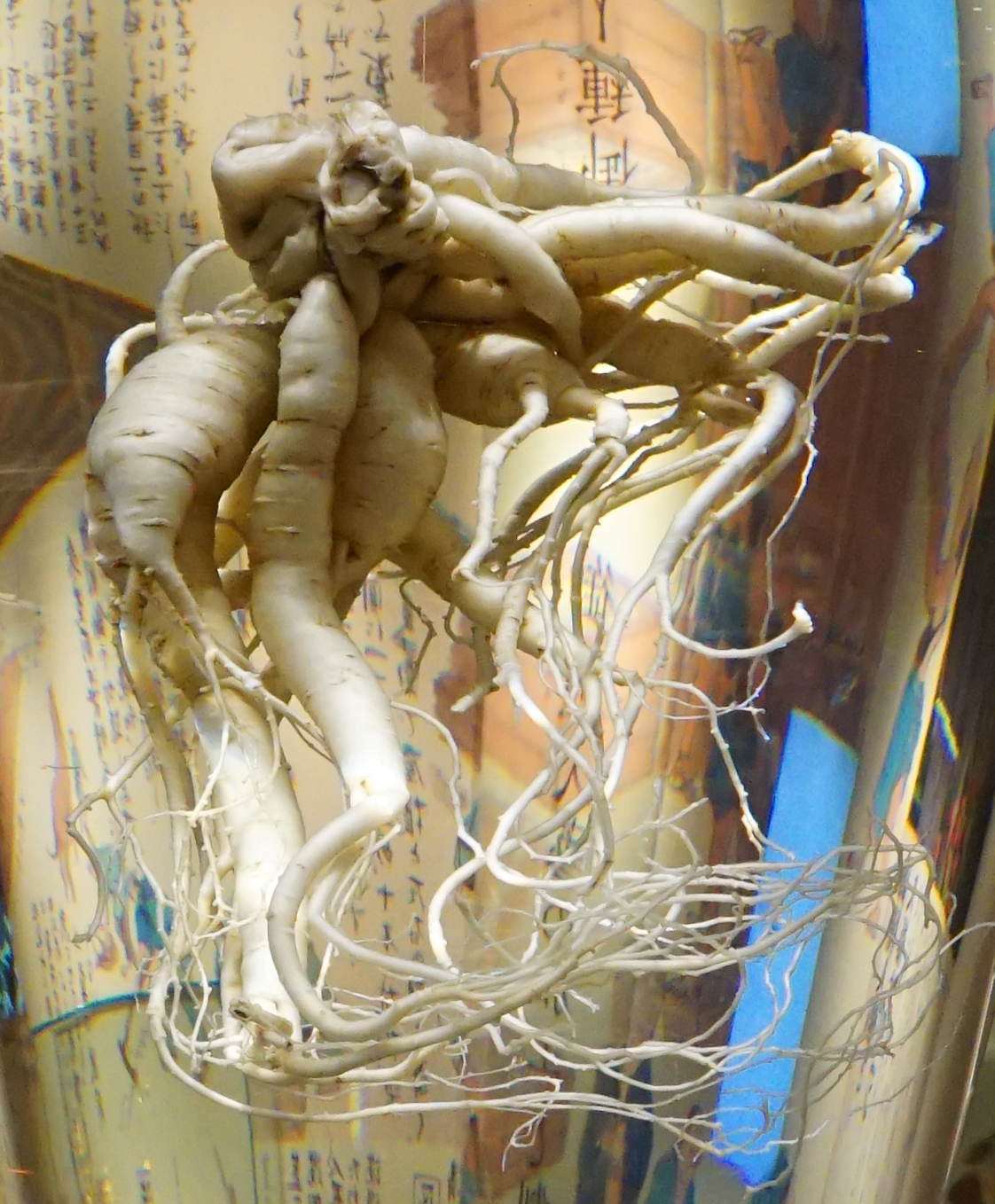
人参（ニンジン）